# Joan Planas i Boix
Joan Planas i Boix (Sant Celoni, 1903 – 1971) fou un empresari i polític català, alcalde de Sant Celoni entre 1949 i 1959.

## Biografia
El 1943, Joan Planas substituí Felip Portillo com a cap local de FET y de las JONS; dos anys després, era president del Centro Popular i va ser designat secretari de la junta directiva de l'Associació d'Antics Alumnes de la Salle. El 1946, L'Ajuntament li concedí la medalla d'or de Sant Celoni i el nomenà fill predilecte.
Com a president del Patronat de l'Hospital de Sant Celoni, Planas començà la construcció del nou edifici (1955) i aconseguí que la Diputació inclogués el centre sanitari en l'organització hospitalària comarcal (1957).
Joan Planas entrà a l'Ajuntament el 1943 com a primer tinent d'alcalde fins que el 1949 accedí a l'alcaldia. El 1951, però, va ser objecte d'un vot de censura perquè sovint anul·lava els acords del ple; per això, entre gener i abril de 1951 presidí les sessions de l'Ajuntament el tinent d'alcalde, Josep M. Oller. Durant el seu mandat s'inaugurà el camp d'esports (1954) i es van adquirir terrenys per ampliar-lo (1955). També es constituí el Patronat d'Arts i Oficis (1950) i el 1957 es van adjudicar les obres de construcció d'un pis a les escoles públiques, a l'actual edifici Puigdollers. A la Batllòria es creà la figura de l'alcalde de barri, càrrec que exercí Joaquim López i Montpart el 1955, i començà la construcció del pont de la Batllòria per travessar la Tordera (1953). El 1952, Franco inaugurà les instal·lacions de la fàbrica Inacsa, integrada al Plan Nacional de Industrialización de España, i l'Ajuntament aprovà l'establiment de la fàbrica de plàstics Manhusa (1958) i de Givaudan Ibérica. Davant la intensificació de la immigració, procedent aleshores d'Espanya, s'autoritzà la construcció d'habitatges protegits a càrrec de les fàbriques Inacsa (1951) i PRF (1954), així com va aprovar-se el pla d'urbanització del barri de les Borrelles (1951), on s'edificaren els habitatges del grup Pertegàs (1958), i l'Ajuntament comprà terrenys per promoure habitatges assequibles que edificaria l'Obra Sindical del Hogar, tot i que el 1953 es decidí buscar un altre emplaçament.